# Jane Misme
Jane Misme, née Jeanne Marie Joséphine Maurice le 21 mars 1865 à Valence (Drôme) et morte le 23 mai 1935 dans le 16e arrondissement de Paris, est une journaliste et féministe française.
Fondatrice du journal La Française publié de 1906 à 1940, elle est membre du comité exécutif de l'Union française pour le suffrage des femmes et du Conseil national des femmes françaises.

## Biographie

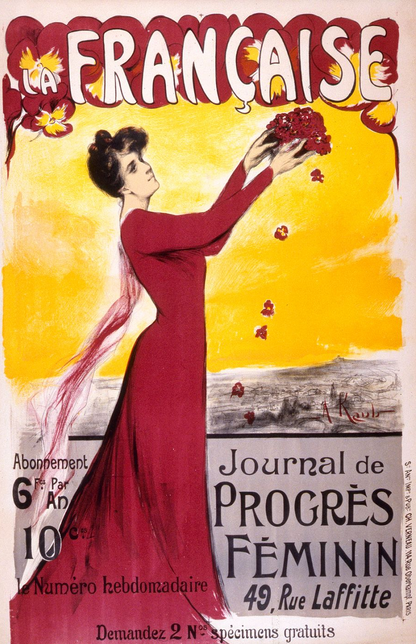
La Française (affiche de 1906).

Née en 1865, Jeanne Maurice épouse l'architecte lyonnais Louis Misme en 1880, dont elle a une fille née en 1888. Ils s'installent à Paris en 1893.
Jane Misme devient journaliste à l'âge de trente ans, écrivant de 1896 à 1906 dans des journaux comme Le Figaro, Le Matin et La Revue de Paris. Ses articles portent sur des sujets comme le rôle social des femmes dans le passé et les nouvelles carrières ouvertes aux femmes. Elle fut aussi critique dramatique pour La Fronde, journal fondé par la féministe Marguerite Durand en 1897 et L'Action de 1903 à 1905. Elle est la première femme en France à occuper cette fonction.
Le journal La Fronde cessant de paraître en 1905, Jane Misme lance l'année suivante une autre publication pour combler le vide. L’hebdomadaire La Française grand format de quatre pages, voit le jour le 21 octobre 1906. Le journal compte parmi ses cofondatrices Mathilde Méliot, directrice du Monde financier, et Marguerite Durand. Germaine Dulac en est une collaboratrice régulière, elle y rédige des portraits littéraires entre 1906 et 1908 et la critique théâtrale entre 1908 et 1913. Le journal est la propriété de ses auteures regroupées au sein d'une coopérative. Cette structure mère, qui porte le nom de « Cercle de la Française », se veut une « maison d'action pratique et morale pour tous les intérêts féminins ». Contrairement au journal La Fronde, Jane Misme accepte aussi les hommes en tant que collaborateurs, mais refuse l'ouverture des colonnes du journal aux débats politiques ou religieux. En 1908, elle écrit que La Française est opposée aux « manifestations publiques violentes » de revendication, considérant celles-ci comme incompatibles avec les valeurs de son cercle.
À son lancement, La Française a pour vocation de devenir un relais de presse pour les différents mouvements féministes républicains. Le journal devient principalement l'organe officier du Conseil national des femmes françaises (CNFF), auquel appartiennent de nombreuses associations féminines. Officiellement lancé le 18 avril 1901, le CNFF comprend de nombreuses personnalités du féminisme. Jane Misme est présidente de la section presse, lettres et arts et déléguée de ces fonctions au Conseil international des femmes.
Comme la majorité des féministes, Jane Misme met en parenthèse ses revendications lors de la Première Guerre mondiale, en adoptant une attitude chauvine, ralliant l'Union sacrée. Elle déclare ainsi : « Tant qu'il y aura la guerre, les femmes de l'ennemi seront notre ennemi ». Elle devient secrétaire de mairie de son village. Le journal continue de paraître mais dans un format de plus en plus réduit. À la suite de problèmes de santé, Jane Misme en laisse la direction en 1922 à Julie Siegfried, présidente du Conseil national des femmes françaises. En 1926, le journal est repris par l'Union française pour le suffrage des femmes et sa présidente, Cécile Brunschvicg.
Après la guerre, elle est vice-présidente de l'Union française pour le suffrage des femmes et se présente « dans un but de propagande » aux élections municipales de 1925.
À l'occasion de l'exposition internationale de la presse de 1928 à Cologne, Jane Misme constitue un album de 26 portraits de femmes journalistes : Journalistes françaises et confrères féministes,.
Elle meurt le 23 mai 1935 à son domicile dans le 16e arrondissement de Paris.

## Archives
La bibliothèque Marguerite-Durand (13e arrondissement de Paris) conserve un fonds d'archives consacré à Jane Misme.

## Sélection de publications
- Jane Misme, Les Héroïnes historiques au théâtre Charlotte Corday, 1900, p. 10
- Mme Jane Misme, Pour le suffrage des femmes ... Par la française, 1909, p. 40
- Jane Misme, Les derniers maitres d'Urville : histoire d'une famille messine, 1917
- Journalistes françaises et confrères féministes, 1928 Lire en ligne